# Iván Ruiz
Pour les articles homonymes, voir Ruiz.
Iván Gabriel Ruiz, né le 27 janvier 1999, à Rosario, est un coureur cycliste argentin. 

## Biographie
Iván Ruiz commence le cyclisme à l'âge de quatre ans. Il remporte sa première course à six ans.
En 2017, il se classe deuxième du championnat d'Argentine du contre-la-montre juniors (moins de 19 ans). Il évolue également en Europe avec l'équipe du Centre mondial du cyclisme. Auteur de deux tops dix au Tour du Pays de Vaud, il s'illustre surtout sur piste en terminant troisième du scratch aux championnats du monde juniors. 
Lors des Jeux sud-américains de 2018, il obtient l'argent dans la course à l'américaine (avec Tomás Contte). Il finit ensuite deuxième du championnat d'Argentine du contre-la-montre en 2019 dans la catégorie des espoirs (moins de 23 ans). 

## Palmarès sur route
- 2015
  -  Champion d'Argentine du contre-la-montre cadets
- 2016
  - 3e du championnat d'Argentine du contre-la-montre juniors
- 2017
  - 2e du championnat d'Argentine du contre-la-montre juniors
  - 2e de l'Enfer du Chablais juniors
- 2019
  - Gran Premio Carnaval de Lincoln
- 2025
  - Circuito Santa Lucía

## Palmarès sur piste

### Championnats du monde juniors
- Montichiari 2017
  -  Médaillé de bronze du scratch

### Championnats panaméricains
- Guadalajara 2017
  -  Médaillé de bronze de l'omnium juniors

### Jeux sud-américains
- Cochabamba 2018
  -  Médaillé d'argent de la course à l'américaine